# Chính phủ Croatia
Chính phủ Croatia (tiếng Croatia: Vlada Hrvatske hoặc hrvatska Vlada), chính thức là Chính phủ Cộng hòa Croatia (Vlada Republike Hrvatske), là nhánh hành pháp của chính phủ Croatia. Chính phủ được chủ tịch Chính phủ (predsjednik Vlade) lãnh đạo, thường được gọi tắt là thủ tướng (premijer). Thủ tướng được tổng thống Croatia đề cử trong số ứng cử viên có sự ủng hộ đa số trong Quốc hội Croatia (Sabor) để Quốc hội bầu. Chính phủ có 20 thành viên khác, bao gồm phó thủ tướng, bộ trưởng và phó thủ tướng kiêm nhiệm bộ trưởng do thủ tướng bổ nhiệm và được Quốc hội phê chuẩn. Chính phủ Croatia thực hiện quyền hành pháp theo Hiến pháp Croatia và luật của Quốc hội Croatia. Chính phủ đương nhiệm được Thủ tướng Andrej Plenković lãnh đạo.
Sau Hiệp định Croatia-Hungary năm 1868, Vương quốc Croatia-Slavonia, chính thức được gọi là Chính phủ Hoàng gia Croatia-Slovenia-Dalmatia (Zemaljska vlada hoặc Kraljevska hrvatsko-slavonsko-dalmatinska zemaljska vlada), được thành lập, do một phó vương do triều đình bổ nhiệm đứng đầu. Chính phủ này tồn tại cho đến khi Đế quốc Áo-Hung tan rã và Vương quốc Nam Tư được thành lập vào năm 1918. Năm 1939, Tỉnh Croatia được thành lập, do một tỉnh trưởng được triều đình bổ nhiệm đứng đầu, nhưng Croatia không có một chính phủ thực quyền trước Chiến tranh thế giới thứ hai. Năm 1943, Hội đồng Nhà nước chống phát xít Giải phóng dân tộc Croatia (ZAVNOH) thành lập một ủy ban chấp hành như một chính phủ lâm thời. Trong Cộng hòa Liên bang Xã hội chủ nghĩa Nam Tư, Croatia có chính quyền riêng (từ năm 1953 đến năm 1990 được gọi là Hội đồng Chấp hành, do Quốc hội bầu) với quyền hạn hạn chế (không được quyết định các vấn đề quốc phòng và đối ngoại, giống như những nhà nước Croatia trước đó). Sau cuộc bầu cử Quốc hội đa đảng đầu tiên vào năm 1990, Hiến pháp Croatia hiện hành được ban hành, chính thức thành lập chính phủ hiện tại. Stjepan Mesić là thủ tướng đầu tiên của một chính phủ Croatia phi cộng sản (thuộc Nam Tư), trong khi Josip Manolić là thủ tướng đầu tiên của một nhà nước Croatia độc lập. Từ sau thời kỳ cộng sản, Croatia đã có mười bốn chính phủ do mười hai thủ tướng lãnh đạo: chín chính phủ của Liên minh Dân chủ Croatia, ba của Đảng Dân chủ Xã hội Croatia, một của một thủ tướng không đảng phái và một chính phủ liên hiệp quốc gia (được thành lập trong cao trào của Chiến tranh giành độc lập Croatia).

## Cơ cấu tổ chức, nhiệm vụ và quyền hạn
Chính phủ là cơ quan hành pháp cao nhất của Croatia Thủ tướng là người đứng đầu chính phủ, hiện có bốn phó thủ tướng kiêm nhiệm bộ trưởng (do Quốc hội Croatia bầu ra). 16 bộ trưởng khác do thủ tướng bổ nhiệm với sự phê chuẩn của Quốc hội (theo quá nửa tổng số thành viên). Mỗi bộ trưởng đứng đầu một bộ như bộ ngoại giao. Thủ tướng và các phó thủ tướng tạo thành nội các, có nhiệm vụ phối hợp, giám sát công việc của các bộ trưởng thay mặt cho thủ tướng; nội các cũng chuẩn bị tài liệu cho các phiên họp của toàn thể chính phủ (bao gồm nội các và 16 bộ trưởng còn lại). Phó thủ tướng thứ nhất giữ quyền thủ tướng khi thủ tướng không làm việc được hoặc vắng mặt. Quốc vụ khanh (tiếng Croatia: državni tajnici) là cấp phó của bộ trưởng, đóng vai trò là thứ trưởng, được chính phủ bổ nhiệm và chịu trách nhiệm trước bộ trưởng. Nhiệm kỳ của quốc vụ khanh theo nhiệm kỳ của bộ trưởng. Mỗi bộ có ít nhất một quốc vụ khanh. Quốc vụ khanh chỉ được tham dự các phiên họp của chính phủ trong những trường hợp đặc biệt. Quốc vụ khanh cũng là người đứng đầu Văn phòng Nhà nước Trung ương (xem bên dưới).
Chính phủ có quyền trình dự luật và dự toán ngân sách nhà nước trước Quốc hội, thi hành pháp luật và chính sách đối nội, đối ngoại của Croatia. Trụ sở chính thức của chính phủ là Phủ Phó vương tại Zagreb.  Nội các thường họp tại Phủ Phó vương nhưng đôi khi các phiên họp được tổ chức ở nơi khác.
Chính phủ thực hiện quyền hành pháp theo Hiến pháp Croatia và pháp luật. Cơ cấu tổ chức, quy trình hoạt động và ra quyết định của chính phủ được quy định tại Luật Tổ chức Chính phủ Cộng hòa Croatia năm 2011 (sửa đổi, bổ sung năm 2014 và 2016) và Quy chế làm việc của Chính phủ năm 2015 (sửa đổi, bổ sung năm 2015). Hiến pháp quy định chính phủ có quyền trình dự luật, những văn bản khác và dự toán ngân sách nhà nước trước Quốc hội, báo cáo về tình hình tài chính, ban hành văn bản để thi hành luật, nghị quyết của Quốc hội, quyết định chính sách đối nội và đối ngoại, chỉ đạo và giám sát hoạt động của bộ máy nhà nước, thúc đẩy phát triển kinh tế, chỉ đạo hoạt động và xây dựng ngành công vụ và thực hiện những nhiệm vụ khác theo quy định của Hiến pháp và pháp luật. Chính phủ cũng ban hành quy định, văn bản hành chính và bổ nhiệm, miễn nhiệm cán bộ, công chức thuộc thẩm quyền của chính phủ. Chính phủ phân xử trong trường hợp xung đột thẩm quyền giữa các cơ quan chính phủ, trả lời chất vấn của thành viên Quốc hội, chuẩn bị dự luật, những quy định khác, cho ý kiến về luật, những quy định khác và ban hành chiến lược phát triển kinh tế xã hội của Croatia.

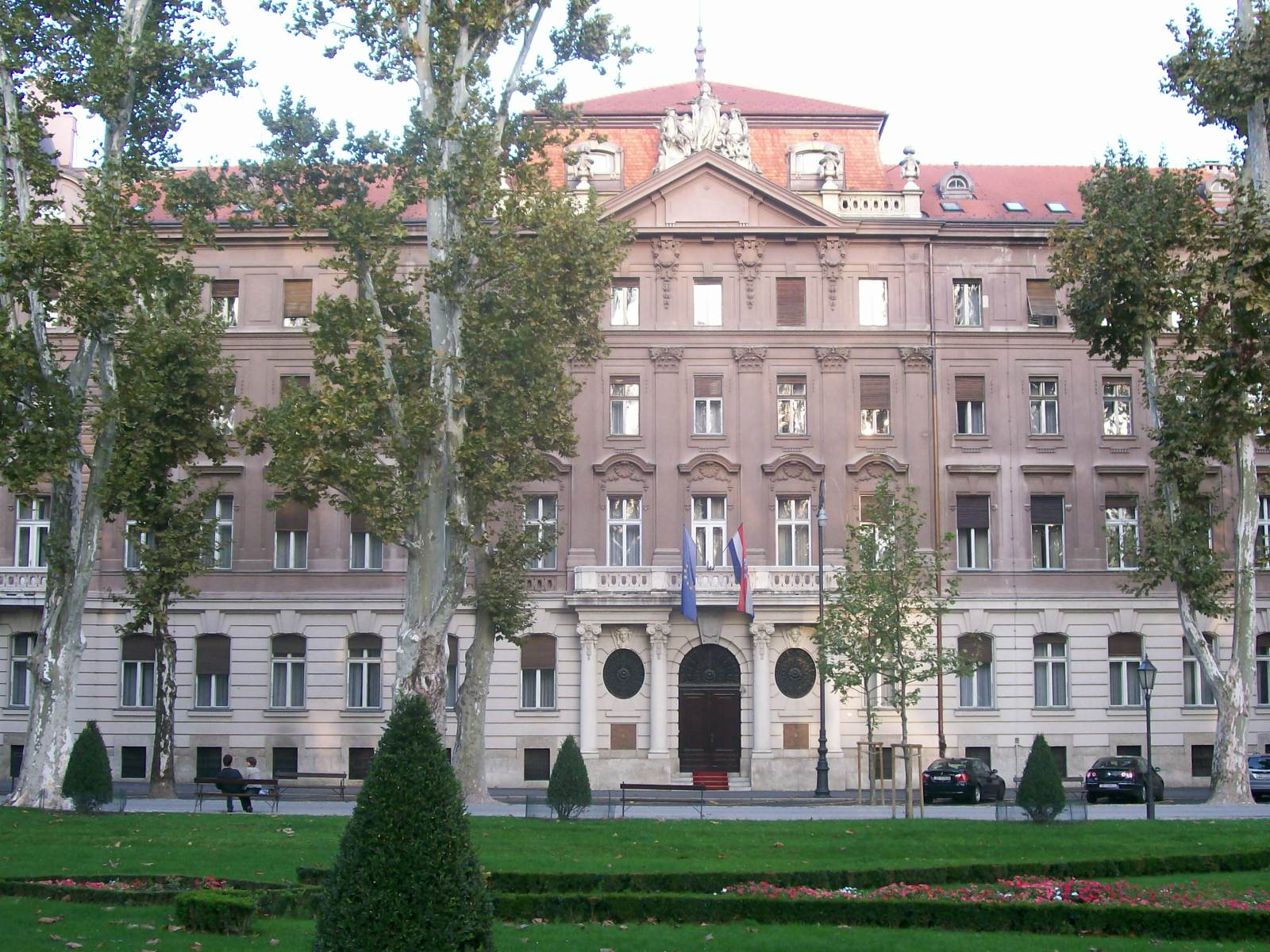
Trụ sở Bộ Ngoại giao Croatia

Chính phủ quản lý tài sản nhà nước của Croatia trừ phi có quy định khác. Chính phủ có thể thành lập các công ty do nhà nước Croatia sở hữu một phần hoặc toàn bộ để quản lý tài sản nhà nước thay mặt chính phủ. Chính phủ bổ nhiệm và quyết định mức lương của những thành viên ban kiểm soát, ban giám đốc doanh nghiệp nhà nước. Chính phủ có các cơ quan, tổng cục, cục, văn phòng, chẳng hạn như Văn phòng Lập pháp, Văn phòng Quyền con người và Quyền của các Dân tộc thiểu số, Vụ Quan hệ công chúng, theo Luật Chính phủ năm 2011 và các ủy ban để giải quyết công việc hành chính. Nhiều cơ quan chính phủ có thể thành lập cơ quan chung. Chính phủ thành lập những cơ quan khác để hỗ trợ chính phủ thực hiện các mục tiêu kinh tế xã hội, ví dụ như Ngân hàng Tái thiết và Phát triển Croatia, có nhiệm vụ tài trợ cho việc tái thiết và phát triển nền kinh tế của Croatia.
Cấp chính quyền địa phương được tổ chức ở các thành phố, thị trấn và hạt của Croatia. Cấp chính quyền địa phương ở hạt có một Văn phòng Quản lý nhà nước trực thuộc Bộ Tư pháp và Hành chính công.
Chính phủ chịu trách nhiệm trước Quốc hội. Một thành viên chính phủ hoặc toàn thể chính phủ bị bãi nhiệm khi bị Quốc hội bỏ phiếu bất tín nhiệm theo quá nửa tổng số thành viên Quốc hội.  Quốc hội bỏ phiếu tín nhiệm khi có yêu cầu của ít nhất một phần năm số thành viên Quốc hội hoặc của thủ tướng. Thủ tướng và những thành viên chính phủ khác chịu trách nhiệm tập thể về quyết định của chính phủ và chịu trách nhiệm cá nhân về lĩnh vực công tác của mình. Thủ tướng do tổng thống bổ nhiệm và phải được Quốc hội bỏ phiếu tín nhiệm theo quá nửa tổng số thành viên Quốc hội, nên quyết định bổ nhiệm phải được chủ tịch Quốc hội tiếp ký. Thành viên chính phủ do thủ tướng bổ nhiệm và phải được Quốc hội phê chuẩn (quyết định bổ nhiệm cũng phải được chủ tịch Quốc hội tiếp ký). Quy chế làm việc và văn bản do chính phủ ban hành phải được công bố trên Narodne novine, là công báo của Croatia.

### Các cơ quan của Chính phủ
| Các văn phòng thuộc Chính phủ Croatia                                   | Các văn phòng thuộc Chính phủ Croatia |
| Tên gọi                                                                 | Chức năng |
| ----------------------------------------------------------------------- | --- |
| Văn phòng Thủ tướng                                                     | Advisory, analytical and administrative services for the President of the Government (prime minister) |
| Văn phòng Lập pháp                                                      | Furnishes opinions on the compliance of proposed legislation with the Constitution |
| Văn phòng Lễ tân                                                        | Organisational and technical tasks required by the Government or the President of Croatia related to preparation for official visits of Croatian government officials abroad and foreign officials in Croatia; planning and control of expenditures related to these visits and other related tasks |
| Văn phòng Hành chính tổng hợp của Quốc hội Croatia và Chính phủ Croatia | Administrative, analytical, financial and other tasks required by the Parliament or the Government |
| Văn phòng Quyền con người và Quyền của các dân tộc thiểu số             | Develops, implements and monitors human rights protection and promotion systems. Implements policies for national minority rights |
| Văn phòng Hợp tác với các tổ chức phi chính phủ                         | Hợp tác với các tổ chức phi chính phủ |
| Văn phòng Ủy ban Quan hệ với các cộng đồng tôn giáo                     | Performs expert, administrative and other tasks related to relations with religious communities |
| Văn phòng Bình đẳng giới                                                | Administrative tasks promoting gender equality |
| Văn phòng Rà phá bom mìn vật nổ                                         | Providing expert analyses and advice for demining |
| Văn phòng Đại diện của Cộng hòa Croatia tại Tòa án Nhân quyền châu Âu   | Manages activities of the Croatian representative (agent) before the ECHR |
| Văn phòng Kiểm toán nội bộ                                              | Internal audit services for Government bodies and offices (and other entities financed through the budget) |
| Văn phòng Máy bay công vụ                                               | Service organised as the operator of aircraft owned by the Republic of Croatia for occasional independent air transport for the needs of state authorities in national and international civilian air transport                                                                                     |
| Văn phòng Quan hệ công chúng                                            | Informs the public about the activities of the Government |

| Các cơ quan quản lý trung ương                           | Các cơ quan quản lý trung ương |
| Tên gọi                                                  | Chức năng |
| -------------------------------------------------------- | --- |
| Cơ quan Quản lý Trung ương về mua sắm công               | Quản lý nhà nước về mua sắm công của chính phủ trung ương |
| Cơ quan Quản lý Trung ương về người Croatia ở nước ngoài | Coordination and monitoring of the activities between the competent authorities for cooperation between the Republic of Croatia and the Croatians outside the Republic of Croatia |
| Cơ quan Quản lý Trung ương về Thể thao                   | Performs administrative and expert tasks in the field of development and promotion of sports and its role in society |
| Cơ quan Quản lý Trung ương về Tái thiết và Nhà ở         | Planning, preparation, organization and supervision of housing and reconstruction for refugees, displaced persons and returnees, former tenancy rights holders and other beneficiaries of housing programmes in accordance with a special regulation                                                        |
| Cơ quan Quản lý Trung ương về phát triển xã hội số       | Coordinates the development and implementation of information and communication technology in public digital services. Performs technical tasks of establishing and maintaining a digital Central catalog of official documents of the Republic of Croatia, publication of data on the Central State Portal |

| Các tổng cục, cục              | Các tổng cục, cục                                                                |
| Tên gọi                        | Chức năng                                                                        |
| ------------------------------ | -------------------------------------------------------------------------------- |
| Tổng cục Thống kê Croatia      | Surveys, statistical analysis, and publication of survey data and analysis       |
| Cục An toàn bức xạ và hạt nhân | Radiation safety, including nuclear safety                                       |
| Tổng cục Đo lường              | Metrological administrative services, testing and supervision                    |
| Cục Sở hữu trí tuệ             | Bảo vệ quyền sở hữu trí tuệ                                                      |
| Tổng cục Khí tượng Thủy văn    | Meteorological and hydrological services                                         |
| Cục Bảo vệ quốc gia và Cứu hộ  | Search and rescue and other emergency responses                                  |
| Cục Trắc địa Nhà nước          | Geodetic survey, cartography (mapmaking), cadastral and photogrammetric services |

| Các cơ quan khu vực công                                           | Các cơ quan khu vực công |
| Tên gọi                                                            | Chức năng |
| ------------------------------------------------------------------ | --- |
| Cơ quan Môi trường và Thiên nhiên Croatia (HAOP)                   | Nature conservation. Collects, integrates and processes environmental data; promotes sustainable development                                                                                                  |
| Công ty Lưu ký và Bù trừ Trung ương                                | Manages the central depository of securities, clearing system and transaction settlement—coordinates scheduled executions of transactions between banks and maintains the registry of company stock ownership |
| Cơ quan Tài chính và Thầu Trung ương                               | Purchases using money from EU funded programmes: Budgeting, tendering, contracting, payments, accounting and financial reporting                                                                              |
| Cơ quan Đăng ký người tham gia bảo hiểm hưu trí Trung ương (REGOS) | Tracks individuals and their funds for pensions |
| Quỹ bảo hiểm y tế Croatia                                          | Health insurance |
| Viện Y tế công cộng Croatia                                        | Public health promotion and education, disease prevention, microbiology, environmental health, mental health care and addiction prevention                                                                    |
| Cơ quan Việc làm Croatia                                           | Employment mediation, unemployment benefits, vocational guidance and training |
| Viện Tiêu chuẩn Croatia                                            | National standards body; promotes safety, quality, and interoperability of products, services and processes                                                                                                   |
| Quỹ bảo hiểm hưu trí Croatia                                       | Pension insurance fund |
| Viện Thủy đạc Croatia                                              | Safety of water navigation and development of the maritime economy |
| Trung tâm Rà phá bom mìn vật nổ Croatia                            | Demining surveys and planning, cleared area acceptance, mined area marking, quality assurance, demining research and development, and mine victim assistance                                                  |
| Cơ quan Công nhận chất lượng Croatia                               | Accredits inspectors to keep European and international standards |
| Mạng lưới Học thuật và Nghiên cứu Croatia (CARNet)                 | Manages internet services, promotes online development, and educates |
| Cơ quan Giám sát tài chính Croatia (HANFA)                         | Maintains financial system stability and supervises trade transactions for legality |
| Cơ quan Hỗ trợ doanh nghiệp nhỏ Croatia (HAMAG)                    | Develops the economy of Croatia via entrepreneurship, supports small and medium enterprises, guarantees entrepreneurial loans, and educates and develops an advisory service for small businesses             |
| Quỹ bồi thường tài sản bị chiếm đoạt                               | Compensates for property seized during Communist rule |
| Cơ quan Tài chính (FINA)                                           | Financial administrative and technical services |
| Cơ quan Bảo hiểm tiền gửi và Phục hồi ngân hàng Nhà nước           | Bảo đảm hoàn trả tiền gửi cho người được bảo hiểm tiền gửi |
| Trung tâm Nhân quyền                                               | Arranges for human rights-related public events, education, volunteer programmes and implementation of human rights projects                                                                                  |
| Cơ quan Cạnh tranh Croatia                                         | Antitrust and merger control; monitors competition regarding agricultural and fisheries aid |
| Cơ quan Bảo vệ dữ liệu cá nhân                                     | Supervises personal data protection, reports personal data protection status recorded in the country and abroad, and maintains the central register of personal data                                          |
| Cơ quan Giao dịch và Hòa giải bất động sản                         | Supervises the purchase and trading of real estate in Croatia, except where legislation defines the authority of another body; subsidizes real estate development                                             |
| Kiểm toán Nhà nước                                                 | Constitution based institution that performs financial audits of the state and local governments (and other entities with majority government ownership)                                                      |

### Hoạt động
Chính phủ họp công khai. Chính phủ quyết định họp kín một phần hoặc toàn bộ phiên họp. Thủ tướng có thể phân công cho một phó thủ tướng làm đại diện của thủ tướng và đảm nhiệm những nhiệm vụ của thủ tướng. Phiên họp chính phủ chỉ được tiến hành khi có ít nhất quá nửa tổng số thành viên chính phủ dự họp. Chính phủ quyết định theo đa số. Trong trường hợp sửa đổi hiến pháp, hợp nhất với quốc gia khác, chuyển giao chủ quyền cho liên minh siêu quốc gia, thay đổi biên giới, giải tán Quốc hội hoặc quyết định trưng cầu ý dân thì phải có ít nhất hai phần ba số thành viên chính phủ biểu quyết tán thành.
Nội các chính phủ (gồm thủ tướng và các phó thủ tướng) giám sát, thảo luận về hoạt động của chính phủ và có thể tổ chức thảo luận sơ bộ về những công việc do chính phủ thực hiện. Nội các chính phủ giữ quyền chính phủ trong trường hợp khẩn cấp khi chính phủ không họp được. Quyết định của nội các chính phủ phải được phê chuẩn tại phiên họp chính phủ tiếp theo. Chánh văn phòng Chính phủ phối hợp hoạt động của các cơ quan, văn phòng trực thuộc chính phủ.

## Nội các đương nhiệm
| Văn phòng Thủ tướng                                          |  |                       |                     |                                    |  |
| Thủ tướng                                                    |  | Andrej Plenković      | 17 tháng 5 năm 2024 | Liên minh Dân chủ Croatia          |  |
| Phó Thủ tướng                                                |  |                       |                     |                                    |  |
| Bộ Nông nghiệp                                               |  | Josip Dabro           | 17 tháng 5 năm 2024 | Phong trào Tổ quốc                 |  |
| Bộ Xây dựng, Quy hoạch không gian và Tài sản nhà nước        |  | Branko Bačić          | 17 tháng 5 năm 2024 | Liên minh Dân chủ Croatia          |  |
| Bộ Cựu chiến binh Croatia                                    |  | Tomo Medved           | 17 tháng 5 năm 2024 | Liên minh Dân chủ Croatia          |  |
| Bộ Quốc phòng                                                |  | Ivan Anušić           | 17 tháng 5 năm 2024 | Liên minh Dân chủ Croatia          |  |
| Bộ Tài chính                                                 |  | Marko Primorac        | 17 tháng 5 năm 2024 | Độc lập(Liên minh Dân chủ Croatia) |  |
| Bộ Nội vụ                                                    |  | Davor Božinović       | 17 tháng 5 năm 2024 | Liên minh Dân chủ Croatia          |  |
| Bộ Hàng hải, Giao thông và Cơ sở hạ tầng                     |  | Oleg Butković         | 17 tháng 5 năm 2024 | Liên minh Dân chủ Croatia          |  |
| Bộ trưởng                                                    |  |                       |                     |                                    |  |
| Bộ Văn hóa và Truyền thông                                   |  | Nina Obuljen Koržinek | 17 tháng 5 năm 2024 | Liên minh Dân chủ Croatia          |  |
| Bộ Dân số và Nhập cư                                         |  | Ivan Šipić            | 17 tháng 5 năm 2024 | Phong trào Tổ quốc                 |  |
| Bộ Kinh tế                                                   |  | Ante Šušnjar          | 17 tháng 5 năm 2024 | Phong trào Tổ quốc                 |  |
| Bộ Bảo vệ môi trường và Chuyển đổi xanh                      |  | Marija Vučković       | 17 tháng 5 năm 2024 | Liên minh Dân chủ Croatia          |  |
| Bộ Ngoại giao và châu Âu                                     |  | Gordan Grlić-Radman   | 17 tháng 5 năm 2024 | Liên minh Dân chủ Croatia          |  |
| Bộ Y tế                                                      |  | Vili Beroš            | 17 tháng 5 năm 2024 | Liên minh Dân chủ Croatia          |  |
| Bộ Tư pháp và Hành chính công                                |  | Damir Habijan         | 17 tháng 5 năm 2024 | Liên minh Dân chủ Croatia          |  |
| Bộ Lao động và Chế độ hưu trí, Chính sách gia đình và xã hội |  | Marin Piletić         | 17 tháng 5 năm 2024 | Liên minh Dân chủ Croatia          |  |
| Bộ Phát triển khu vực và Quỹ Liên minh châu Âu               |  | Šime Erlić            | 17 tháng 5 năm 2024 | Liên minh Dân chủ Croatia          |  |
| Bộ Khoa học và Giáo dục                                      |  | Radovan Fuchs         | 17 tháng 5 năm 2024 | Liên minh Dân chủ Croatia          |  |
| Bộ Du lịch và Thể thao                                       |  | Tonči Glavina         | 17 tháng 5 năm 2024 | Liên minh Dân chủ Croatia          |  |
| Nguồn:                                                       |  |                       |                     |                                    |  |

## Lịch sử

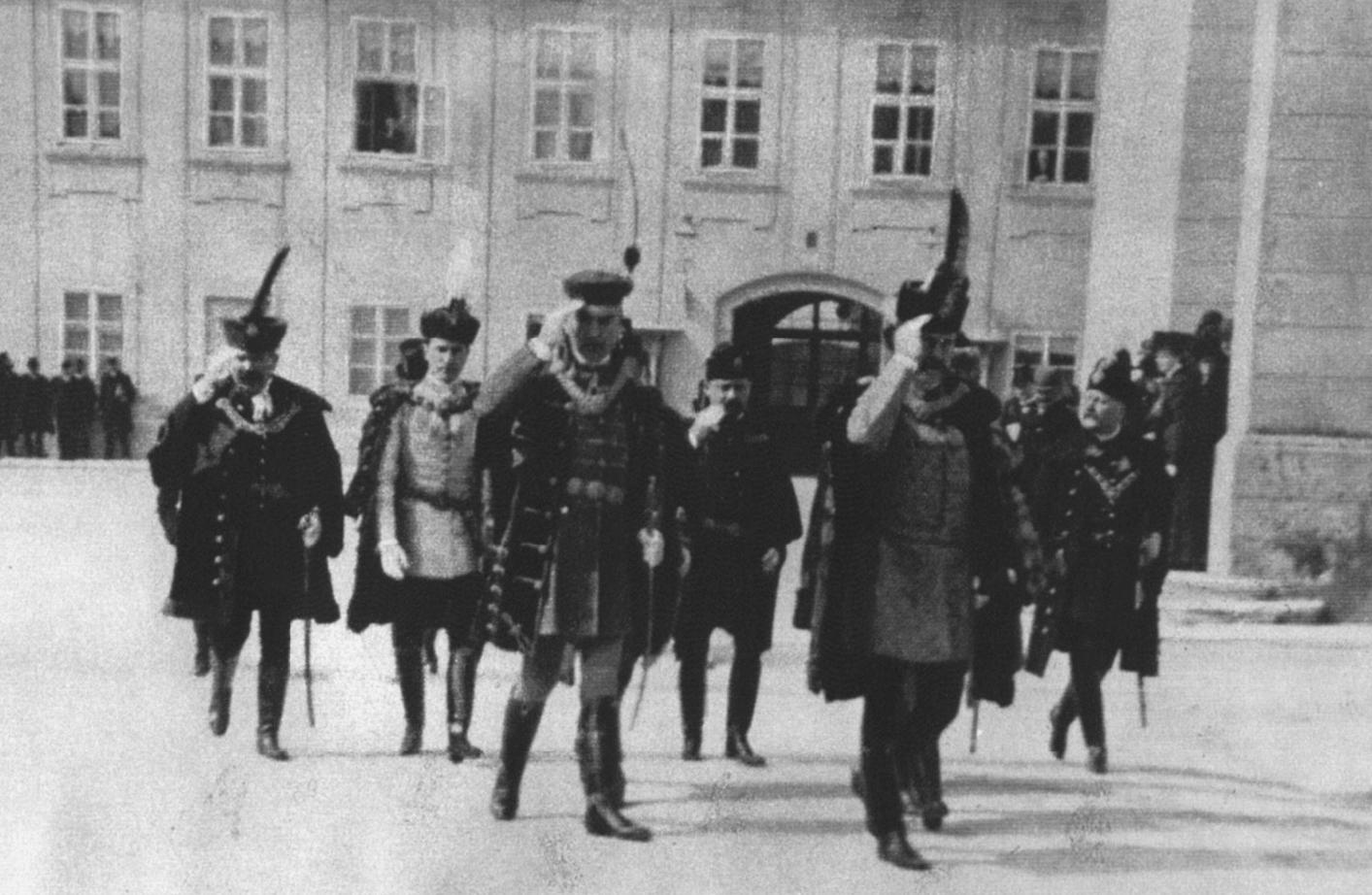
Phó vương Pavao Rauch ở Quảng trường Thánh Máccô tại Zagreb, đằng sau là Phủ Phó vương

Hội đồng Hoàng gia Croatia (1767–79) là cơ quan trung ương quản lý các vấn đề kinh tế, chính trị và quân sự tại Vương quốc Croatia, do Maria Theresa của Áo bổ nhiệm. Hội đồng Phó vương (tiếng Croatia: Bansko vijeće) (1848 – 1850) là cơ quan hành chính đầu tiên được thành lập tại Croatia, hoạt động như chính quyền của Croatia (và Slavonia) trong Đế quốc Áo, sau này là Chính phủ Phó vương (1850–1854), Quận úy Croatia và Slavonia (1854–1861) và Hội đồng Quận úy (1861–1868) tại Zagreb (với Phủ Quận úy Croatia-Slavonia-Dalmatian tại Viên, 1862–1868).
Sau Thỏa hiệp Áo-Hung năm 1867 và Hiệp định Croatia-Hungary năm 1868, Vương quốc Croatia-Slavonia được thành lập, chính thức được gọi là Chính phủ Hoàng gia Croatia-Slavonia-Dalmatia (tiếng Croatia: Zemaljska vlada hoặc Kraljevska hrvatsko-slavonsko-dalmatinska zemaljska vlada), do một phó vương đứng đầu. Levin Rauch được bổ nhiệm làm phó vương đầu tiên của Vương quốc Croatia-Slavonia. Vương quốc Croatia-Slavonia tồn tại cho đến khi Đế quốc Áo-Hung tan rã và Vương quốc Nam Tư được thành lập vào năm 1918. Vương quốc Croatia-Slavonia tổng cộng có 15 phó vương. Chính phủ Hoàng gia Croatia-Slavonia-Dalmatia không phải là chính phủ đại nghị vì các bộ trưởng và phó vương không phải do Quốc hội Croatia bổ nhiệm, phê chuẩn mà là triều đình Hungary-Croatia tại Budapest.
Trong Vương quốc Nam Tư, Thỏa thuận Cvetković–Maček năm 1939 thành lập Tỉnh Croatia như một lãnh thổ tự trị của Nam Tư. Ivan Šubašić được bổ nhiệm làm tỉnh trưởng Croatia, đứng đầu chính quyền tỉnh (tiếng Croatia: Banska vlast). Tuy nhiên, Croatia vẫn không có một chính phủ thực quyền trước khi Chiến tranh thế giới thứ hai nổ ra.

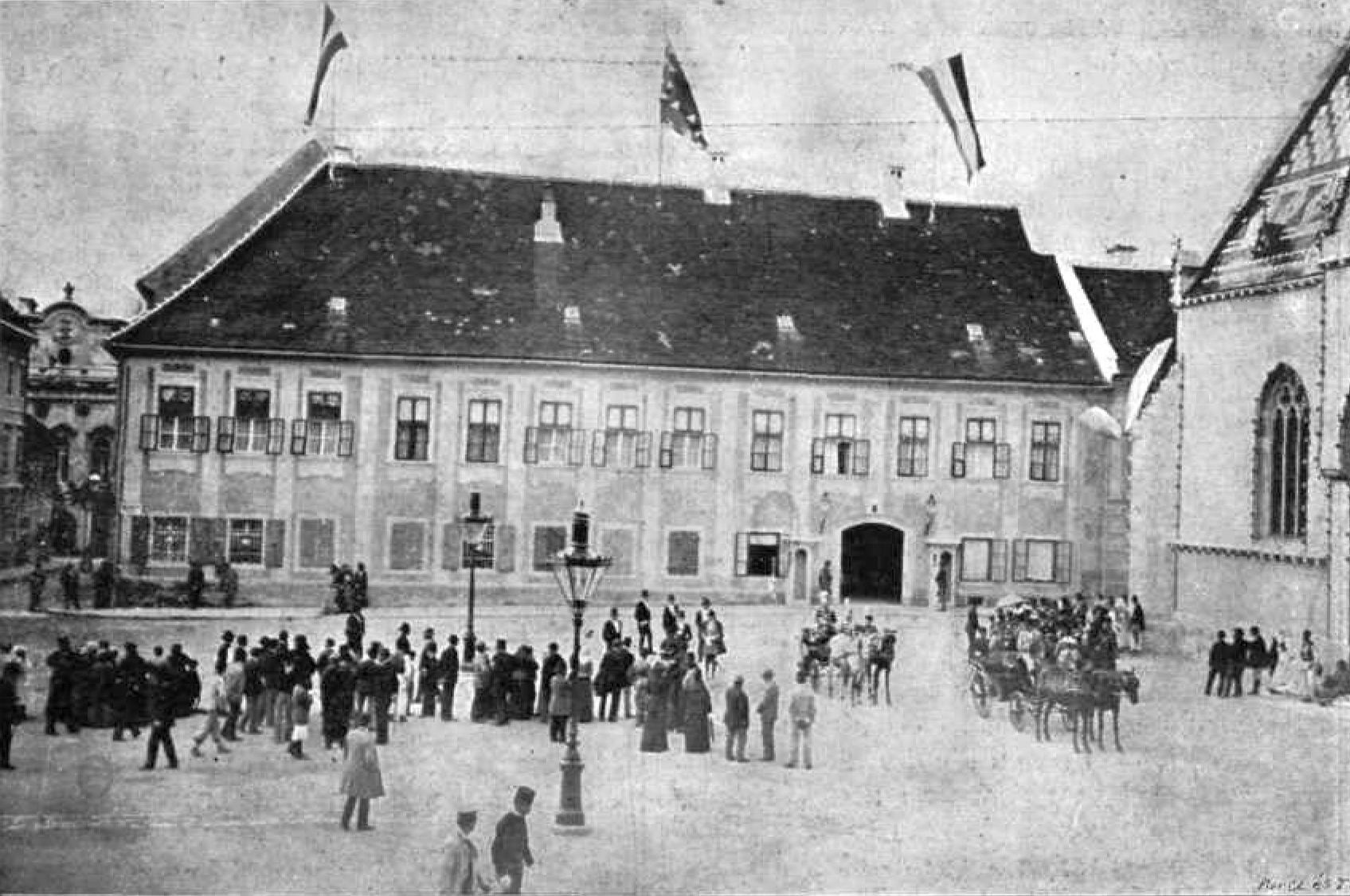
Hoàng đế Franz Joseph I của Áo thăm Croatia, đằng sau là Phủ Phó vương, năm 1895.

Tháng 6 năm 1943, Hội đồng Nhà nước chống phát xít Giải phóng dân tộc Croatia (ZAVNOH) thành lập một ủy ban chấp hành gồm 11 như chính phủ lâm thời của Croatia. Chính phủ đầu tiên của Nhà nước Liên bang Croatia (do Vladimir Bakarić lãnh đạo) được thành lập tại phiên họp bất thường của Đoàn Chủ tịch ZAVNOH vào ngày 14 tháng 4 năm 1945 tại Split.
Trong thời kỳ thuộc Cộng hòa Liên bang Xã hội chủ nghĩa Nam Tư, Cộng hòa Nhân dân Croatia, từ năm 1963 trở đi là Cộng hòa Xã hội chủ nghĩa Croatia, có chính quyền riêng (bị hạn chế thẩm quyền, không được quyết định các vấn đề quốc phòng và đối ngoại). Chính quyền được Quốc hội bầu và chịu trách nhiệm trước Quốc hội. Nhà nước Croatia cộng sản tổng cộng có 14 chính phủ. Từ năm 1953 đến năm 1990, chính phủ được gọi là Hội đồng Chấp hành Quốc hội (tiếng Croatia: Izvršno vijeće Sabora).
Sau cuộc bầu cử Quốc hội năm 1990, Hiến pháp Croatia hiện hành được ban hành, chính thức thành lập nhà nước Croatia hiện tại. Ngày 30 tháng 5 năm 1990, Stjepan Mesić trở thành người đầu tiên giữ chức thủ tướng Croatia. Ngày 8 tháng 10 năm 1991, Franjo Gregurić trở thành thủ tướng đầu tiên của Croatia độc lập sau khi tuyên bố độc lập có hiệu lực.

### Danh sách chính phủ Croatia
Kể từ cuộc bầu cử Quốc hội đa đảng đầu tiên vào ngày 30 tháng 5 năm 1990 sau 45 năm Liên minh Cộng sản Croatia cầm quyền, Croatia đã có tổng cộng mười bốn chính phủ do mười hai thủ tướng khác nhau đứng đầu. Chính phủ đầu tiên được Liên minh Dân chủ Croatia thành lập, do Thủ tướng Stjepan Mesić đứng đầu, ông sau này trở thành tổng thống. Liên minh Dân chủ Croatia lãnh đạo bảy chính phủ khác của Croatia. Ba chính phủ được Đảng Dân chủ Xã hội Croatia thành lập, và một chính phủ là chính phủ liên hiệp quốc gia được thành lập trong cao trào của Chiến tranh giành độc lập Croatia, nắm quyền từ tháng 7 năm 1991 đến tháng 8 năm 1992, do Thủ tướng Franjo Gregurić lãnh đạo.
| Nhậm chức                        | Thủ tướng         | Đảng cầm quyền               | Nội các                      |
| -------------------------------- | ----------------- | ---------------------------- | ---------------------------- |
| 30 tháng 5 năm 1990              | Stjepan Mesić     | Liên minh Dân chủ Croatia    | Nội các Stjepan Mesić        |
| 24 tháng 8 năm 1990              | Josip Manolić     | Liên minh Dân chủ Croatia    | Nội các Josip Manolić        |
| 17 tháng 7 năm 1991              | Franjo Gregurić   | Chính phủ liên hiệp quốc gia | Nội các Franjo Gregurić      |
| 12 tháng 8 năm 1992              | Hrvoje Šarinić    | Liên minh Dân chủ Croatia    | Nội các Hrvoje Šarinić       |
| 3 tháng 4 năm 1993               | Nikica Valentić   | Liên minh Dân chủ Croatia    | Nội các Nikica Valentić      |
| 7 tháng 11 năm 1995              | Zlatko Mateša     | Liên minh Dân chủ Croatia    | Nội các Zlatko Mateša        |
| 27 tháng 1 năm 2000              | Ivica Račan       | Đảng Dân chủ Xã hội Croatia  | Nội các Ivica Račan I        |
| 30 tháng 7 năm 2002              | Ivica Račan       | Đảng Dân chủ Xã hội Croatia  | Nội các Ivica Račan II       |
| 23 tháng 12 năm 2003             | Ivo Sanader       | Liên minh Dân chủ Croatia    | Nội các Ivo Sanader I        |
| 12 tháng 1 năm 2008              | Ivo Sanader       | Liên minh Dân chủ Croatia    | Nội các Ivo Sanader II       |
| 6 tháng 7 năm 2009               | Jadranka Kosor    | Liên minh Dân chủ Croatia    | Nội các Jadranka Kosor       |
| 23 tháng 12 năm 2011             | Zoran Milanović   | Đản Dân chủ Xã hội Croatia   | Nội các Zoran Milanović      |
| 22 tháng 1 năm 2016              | Tihomir Orešković | Liên minh Dân chủ Croatia    | Nội các Tihomir Orešković    |
| 19 tháng 10 năm 2016             | Andrej Plenković  | Liên minh Dân chủ Croatia    | Nội các Andrej Plenković I   |
| 23 tháng 7 năm 2020              | Andrej Plenković  | Liên minh Dân chủ Croatia    | Nội các Andrej Plenković II  |
| 17 tháng 5 năm 2024              | Andrej Plenković  | Liên minh Dân chủ Croatia    | Nội các Andrej Plenković III |
| Nguồn: Chính phủ Croatia; HIDRA. |                   |                              |                              |